# Tahkuranna
Tahkuranna (deutsch: Tackerort) ist eine ehemalige Landgemeinde im estnischen Kreis Pärnu mit einer Fläche von 103,4 km². 2017 wurde Tahkuranna in die Landgemeinde Häädemeeste eingegliedert.
Tahkuranna lag ca. 46 km südlich von Pärnu. Die Landgemeinde hatte 2010 Einwohner (Stand: 1. Januar 2006). Neben dem Hauptort Võiste, der erstmals 1601 erwähnt wurde, umfasste sie die Dörfer Laadi, Leina, Lepaküla, Mereküla, Metsaküla, Piirumi, Reiu, Tahkuranna und Uulu.
Beeindruckend war der lange Sandstrand am Rigaischen Meerbusen. Die Wirtschaft war traditionell auf Fischfang und Forstwesen ausgerichtet.
Tahkuranna ist der Geburtsort des ersten estnischen Staatspräsidenten Konstantin Päts, an den heute ein Denkmal erinnert.